# Orthographe du portugais

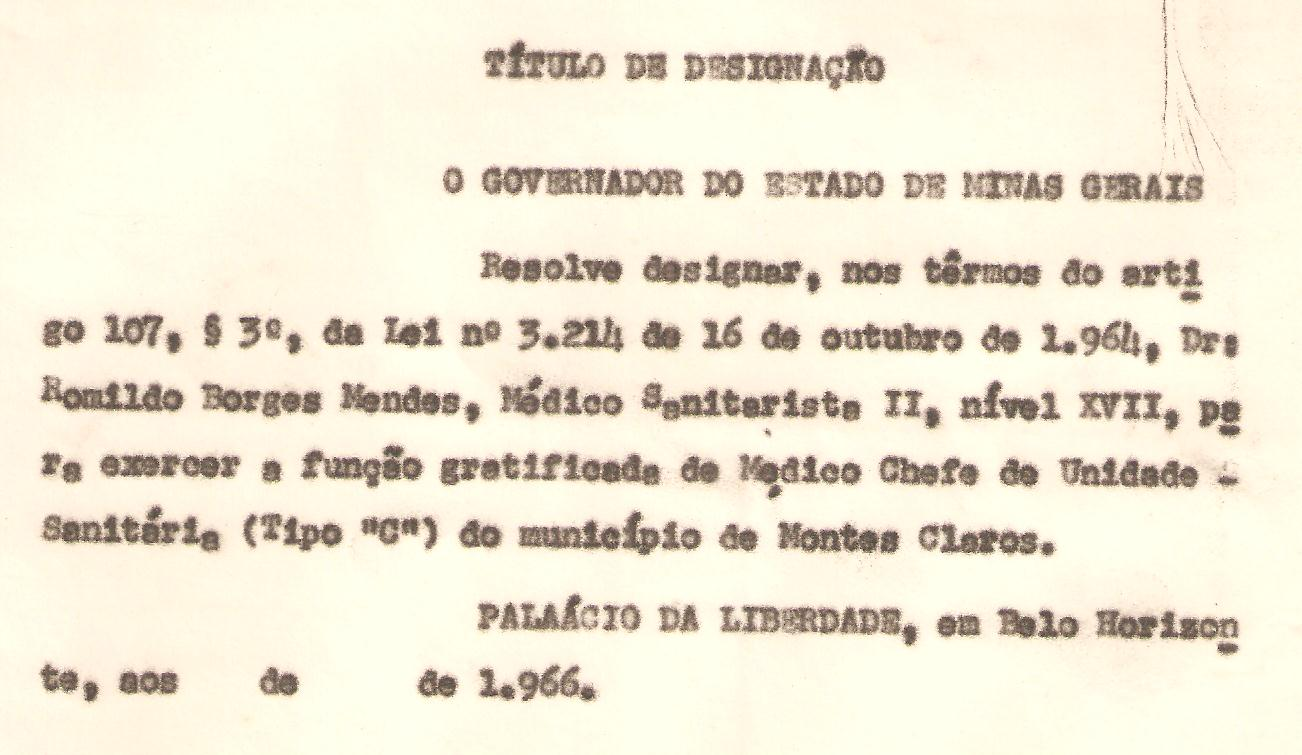
Texte dactylographié en portugais; notez l’accent aigu, le tilde et l’accent circonflexe.

L’orthographe du portugais est fondée sur l’alphabet latin, et utilise l’accent aigu, l’accent circonflexe, l’accent grave, le tilde et la cédille pour indiquer l’accent tonique, l’aperture de voyelle, la nasalisation,  ou d’autres modifications. Les lettres accentuées ne sont pas comptées comme des lettres à part lors de tri.
Cette orthographe est principalement phonémique, bien qu'un même phonème puisse s'écrire de façons différentes. Pour ces cas ambigus, la graphie correcte est déterminée en prenant compte de l’étymologie, de la morphologie et de la tradition commune. Il n’y a donc pas d’application bijective entre les sons et une ou un groupe de lettres.
La langue portugaise étant parlée par un grand nombre de personnes sur une grande surface géographique, elle est composée de plusieurs variantes, dialectes ou sociolectes. Ces différences font que la langue comme son orthographe fluctuent parfois, ou encore que la prononciation d’une graphie peut changer selon la variante de portugais.

## Alphabet
L’orthographe portugaise et son alphabet utilisent traditionnellement 23 des 26 lettres latines classiques.
| Majuscules |   |   |   |   |   |   |   |   |   |    |   |   |   |   |   |   |   |   |   |   |   |    |   |    |   |
| A | B | C | D | E | F | G | H | I | J | K* | L | M | N | O | P | Q | R | S | T | U | V | W* | X | Y* | Z |
| Minuscules |   |   |   |   |   |   |   |   |   |    |   |   |   |   |   |   |   |   |   |   |   |    |   |    |   |
| a | b | c | d | e | f | g | h | i | j | k* | l | m | n | o | p | q | r | s | t | u | v | w* | x | y* | z |
| Note : 1. Les lettres K, W et Y sont incluses depuis l’accord orthographique de la langue portugaise de 1990, celui-ci n’est pas encore officiel au Portugal mais devrait l’être en 2009. Au Brésil, l’accord est officiel depuis le 1er janvier 2009. |   |   |   |   |   |   |   |   |   |    |   |   |   |   |   |   |   |   |   |   |   |    |   |    |   |

### Représentation phonémique
Plusieurs digrammes sont utilisés en portugais pour remplacer une consonne unique dans certains contextes.
Devant e ou i :
- c, q deviennent qu pour conserver la prononciation /k/ par exemple : casa, quatro mais quente, aqui
- g devient gu pour conserver la prononciation /ɡ/ par exemple : gato, grão mais guerra, guitarra

Selon la position dans le mot :
- /ʁ/, /x/, /h/, /r/ sont écrits :
  - r en début de syllabe (ex. rosa, tenro) ;
  - rr entre deux voyelles (ex. carro) ;
  - r en fin de syllabe (ex. sorte, mar) ;
- /s/ est écrit :
  - s en début de syllabe (ex. sapo, psique) ;
  - c en début de syllabe devant e ou i (ex. cedo) ;
  - ç en début de syllabe devant a, o ou u (ex. maçã) ;
  - ss entre deux voyelles (ex. assado) ;
  - c entre deux voyelles devant e ou i (ex. ?) ;
  - ç entre deux voyelles devant a, o ou u (ex. açorda) ;
  - x entre deux voyelles dans certains mots dérivés du latin (ex. próximo);
  - s en fin de syllabe (ex. isto) ;
  - x en fin de syllabe dans certains mots dérivés du latin ou du grec, précédé d’un e est suivi d’une consonne sourde (ex: externo) ;
  - z en fin de syllabe dans certains mots spécifiques (ex. paz) ;